# Vicente Moreno Baptista
Vicente Moreno Baptista (Antequera, 7 de enero de 1773 – Granada, 10 de agosto de 1810), fue un conocido capitán del Ejército español y guerrillero durante la guerra de la Independencia Española.

## Inicios de la carrera militar
El 12 de junio de 1792 ingresó como soldado distinguido en el Regimiento Fijo de Málaga que fue destinado inmediatamente a la Guerra del Rosellón, y en la que con sus constantes muestras de valentía, en ocasiones temerarias, hicieron que fuera ascendido el 30 de septiembre de 1795 a cadete de su regimiento y el 1 de abril de 1799 al grado de subteniente segundo. En septiembre del año 1800 ascendió a subteniente primero y aprovechó para solicitar licencia matrimonial. Una vez concedida, se casó el 9 de diciembre con María Teresa Velasco García. El 16 de julio de 1805 ascendió a teniente.

## De capitán del ejército regular a jefe de la guerrilla
Comenzada la Guerra de la Independencia contra Napoleón, el 30 de noviembre de 1808 le nombran ayudante del 2º batallón de su regimiento. Además de liderarlo, interviene en todos los enfrentamientos con tal heroísmo que, el 5 de enero de 1809, es ascendido al grado de capitán y se vuelca en todas las acciones desarrolladas en Sierra Morena. La transición de capitán del ejército a guerrillero se debió a dos razones:
- La primera; la batalla de Ocaña, el 19 de noviembre de 1809, en la que por un mal planteamiento táctico los españoles fueron derrotados por la caballería e infantería francesas, quedando en pie tan solo la Primera Compañía del Batallón Primero del Regimiento de Málaga nº 35.

- La segunda; la acción de Arquillos (Jaén), en la que el antiguo Fijo de Málaga perdió la mayor parte de los hombres que le quedaban. Entre los pocos que se salvaron estaba el capitán Moreno que, harto de ver a sus hombres caer por la mala planificación de las batallas, inicia una lucha guerrillera en Sierra Morena.

## La ocupación de Málaga y el hostigamiento al francés
El general francés Sebastiani superó los puertos de Sierra Morena y tomó la ciudad de Granada, en la que deja una guarnición, tomando la villa de Loja, y asediando la plaza de Málaga. El general Cuesta, igual que las personas relevantes de la ciudad, estaban dispuestos a entregar la ciudad sin lucha, como en Granada, pero el pueblo se dispuso a defenderla.
Mientras que Sebastiani marchaba por Loja, Archidona y Antequera (día 5 a las 14:00 horas la ve por primera vez) Milhaud, tras haber vencido el 4 de febrero en el combate de la angostura de Boca del Asno, prosiguió hacia Málaga.
Los franceses acabaron tomando la ciudad de Málaga, que se vio sometida a los excesos de los soldados, masacrando mujeres malagueñas y niños, y por supuesto a los hombres, miles de encarcelados, cientos de fusilamientos y de violaciones de mujeres.
El 8 de febrero los franceses nombran un gobierno de la ciudad. Ante esta brutalidad el capitán Moreno consolida su guerrilla en el baluarte que le ofrecía la naturaleza en las alturas de El Torcal Alto, hasta la Sierra Pelada, cerca de Antequera, atacando sistemáticamente cualquier convoy francés que se aventurase, hasta que al final los franceses tuvieron pánico de pasar las sierras.
El 15 de julio los franceses lograron un enfrentamiento en Riogordo frente a frente con la guerrilla de Vicente Moreno, pero murieron todos.

## Traición y captura
El teniente coronel Bellangé al mando del destacamento en Málaga, está superado por el terror que sentían sus tropas, la falta de abastecimiento y la sensación de inseguridad permanente y de soledad puesto que nadie quería pasar por allí, y todo por culpa de Vicente Moreno Baptista. Entonces le tendió una trampa utilizando un traidor español, que a cambio de dinero, el cual congregó en su casa del paraje del Navazo Hondo, a Vicente Moreno y sus hombres, en el camino de Málaga, para decirles que esa noche pasarían correos franceses con importantes valijas de documentación.
El 2 de agosto por la noche vigilaron el paso Vicente Moreno y sus 40 hombres y cuando vieron pasar el correo se abalanzaron sobre él. Rápidamente se vieron envueltos por los coraceros franceses, que mataron a la mayoría de sus hombres y el resto quedaron heridos, siendo de los más graves el propio Vicente Moreno al que su caballo quebró su pierna derecha bajo la montura, al caer tras ser herido en el vientre. Además el capitán Moreno tenía otras dos profundas heridas en pecho y rostro. 

## Prisión en Málaga
Los soldados lo aprehendieron y lo llevaron ante el gobernador francés de Málaga, junto a los únicos seis guerrilleros que se salvaron aquella madrugada, que ordenó su ingreso en la cárcel de Málaga.
El galo le ofreció a Vicente Moreno Baptista su libertad y el grado de coronel en nombre del rey José I si juraba obedecer al monarca. Moreno contestó con la célebre frase "el honor de un patriota español no se vende", viendo así las cosas los franceses ahorcaron en su presencia en el patio de la cárcel a sus compañeros.

## Granada: Antesala del patíbulo
Posteriormente lo trasladan a Granada y, ante la firme negativa de no renunciar a sus principios, le llevaron a la celda a su mujer e hijos para debilitarlo anímicamente ante el llanto constante de éstos. No sirvió de nada. Secó sus lágrimas y les pidió que dejaran de llorar, pues es lo que buscaban los franceses, y les pidió que se marcharan a Ciudad Real donde tenía familia tanto ella como él.
Aunque Moreno había protestado ante un juicio civil dada su condición de militar del Ejército español, el viernes 9 de agosto de 1810 Sebastiani consiguió que fuera condenado a la pena de muerte por garrote, en vez del fusilamiento, pero incluso contra la opinión de dos de los jueces de que fuera encarcelado, no ejecutado. La noche del 9 de agosto Moreno entró en capilla. Su mujer e hijos no quisieron abandonarlo en esos momentos aún sabiendo que, una vez muerto Vicente Moreno, los franceses solían matar a las familias de los ajusticiados, para que vieran los guerrilleros lo que les pasaría a sus familias tras ser ejecutados ellos. 

## Ejecución y entierro
Así, su familia se quedó de pie llorando en la Puerta Elvira. Vicente los miró y sonrió con aire orgulloso. Se sentó en el escaño y gritando "Por España" alzó el cuello con altivez y el verdugo estranguló la garganta de aquel héroe.
Ese mismo día mientras su mujer e hijos huían hacia Piedrabuena (Ciudad Real) en busca de la protección de un primo de Vicente Moreno (el también guerrillero Francisco Abad Moreno "El chaleco" natural de Valdepeñas, Ciudad Real) que se encontraba en la población de Piedrabuena, los hombres de Vicente Moreno quemaron la casa del Páramo y ahorcaron a sus habitantes vengando la traición.
Fue sepultado en el cementerio de la parroquia de San Ildefonso, donde se puede hallar la partida de defunción redactada por el párroco don Francisco de Paula Romera y González encuadrada en el libro 16 de Entierros, folio 142:
«Don Vicente Moreno. Garrote. En la ciudad de Granada, a diez días del mes de agosto de su tarde, falleció delante de la puerta de la Iglesia, Don Vicente Moreno, natural de Antequera, marido de Doña María Velasco y Capitán primero del Regimiento de Málaga, y se enterró en el campo Santo, Feligresía de esta Iglesia parroquial de S. Ildefonso en dicho día por la Hermandad de Caridad de dicha Ciudad, y para que conste la firmó.»
El martes 14 de agosto, la Gazeta del Gobierno de Granada, decía:
ESPAÑA. Granada 10 de agosto de 1810. Ayer se reunió la Junta Criminal de la Prefectura de Granada para juzgar la causa del Vicente Moreno, en otro tiempo Oficial del Regimiento de Málaga. Y justificándose en dicha causa que el referido, renunciando a las nobles funciones de su grado, se ha envilecido hasta el extremo de hacerse espía, como consta entre otras cosas, del pasaporte del General Abadía, fecho en Algeciras en 18 de junio próximo pasado…- Constando igualmente que dicho Moreno se ha dicho jefe de cuadrillas, esto es de malhechores y asesinos en caminos públicos; que ha cometido con sus gentes asesinatos, robos, extorsiones y pillajes en el camino de Antequera a Málaga y en los pueblos de Torrox, Nerja, Gaucín, Periana y otros muchos; que ha fingido para ejecutar sus crímenes, órdenes y pasaportes del Marqués de la Romana, haciéndose intitular en ellos Teniente Coronel intimando dicho Moreno a los pueblos y particulares que si luego no le envían sus cuantiosos pedidos «experimentarán su rigor, y sus personas y casas serán las primeras que envuelva en su ruina». Constando asimismo que se ha aprehendido con las armas en la mano, emboscado en camino público para asesinar y robar a los ciudadanos pacíficos.- La Junta, teniéndole en virtud de estos hechos por deshonrado del grado de Oficial y convencido de ser jefe de bandidos y espías, comprendido por consiguiente en el artículo 2º del Real decreto de 19 de abril de este año, le ha condenado a la pena de garrote, que se ejecutó en este día 10 de agosto.

## Reconocimientos
El 10 de diciembre de 1812, las Cortes Generales dictaron un Decreto con el número 2 101, por el que se ordenaba que su nombre figurase como el más antiguo del escalafón de capitanes, teniéndole siempre por “vivo” su nombre figurase en las periódicas revistas de Comisario de la 1.ª compañía del primer batallón del regimiento de Málaga número 40, o cualesquiera otro regimiento que le sucediese. Además, dicho decreto disponía que su sueldo pasase a la viuda e hijos, de los que su hijo Juan Moreno Velasco, al tener la edad requerida se educase en el Colegio Militar de la Isla de León, por cuenta del Estado y una vez finalizados sus estudios regresó a Piedrabuena, donde haciendo gala del arrojo heredado cruzaba las sierras atestadas de bandoleros con los correos que nadie osaba llevar, tradición que continuó tanto su hijo Rosalio como su nieto Carmelo Moreno Velasco, lo que les convirtió en la familia más prestigiosa de Piedrabuena debido tan sólo a la valentía de la estirpe. Actualmente en el Escalafón de las Fuerzas Armadas, Escala Superior de Oficiales del Ejército de Tierra, ha sido eliminado de manera incomprensible el capitán don Vicente Moreno Baptista.
El 29 de junio de 1908 se celebró el centenario de la Guerra de la Independencia y se colocó en la fachada del cuartel de Infantería de Granada, una lápida conmemorativa del escultor granadino Pablo de Loyzaga, representando cómo una mujer colocaba una corona de laurel sobre el pecho De Vicente Moreno, teniendo el lema: «Al Capitán de Infantería D. Vicente Moreno, homenaje a su heroísmo».
Desde 2007, los miembros de la Asociación Histórico-Cultural Teodoro Reding de Málaga preparan actos en honor de Vicente Moreno, considerado cima del heroísmo español, en el marco del segundo centenario de la Guerra de la Independencia. En 2010, cumpliéndose el 200 Aniversario de su sacrificio, el colectivo desarrolló un programa conmemorativo en Antequera, Málaga y Granada.

## Enlaces relacionados
- Homenajes al Capitán D. Vicente Moreno Baptista.
- Asociación Histórico - Cultural "Teodoro Reding". Málaga

- Datos: Q6161248